# Grande fiume dai due cuori
Grande fiume dai due cuori (titolo originale Big Two-Hearted River) è un racconto in due parti dello scrittore americano Ernest Hemingway, pubblicato dapprima all'inizio del 1925 sulla neonata rivista letteraria This Quarter, del suo amico Ernst Walsh. Considerato uno dei suoi migliori e più significativi racconti, è ambientato nelle foreste del Michigan, nella regione dei Grandi Laghi: il protagonista è Nick Adams, personaggio ricorrente ed alter ego dell'autore, la cui voce vien sentita parlare solo tre volte. La storia esplora le distruttive qualità della guerra contrastate dai poteri curativi e rigenerativi della Natura. Dalle azioni del protagonista, descrittive più che esplicitate, deprivate di trama più che sottolineate, emerge un'introspezione profonda, realizzata piuttosto per sottrazione che per immagini, del tutto sfuggente e dai contorni appena abbozzati. È uno dei primi pezzi nei quali l'Autore usa la sua Iceberg Theory, un approccio modernista alla prosa, divenuto lo stile della narrativa di Hemingway, caratterizzata da grande essenzialità e da un ritmo molto realistico. Nel racconto non è presente alcun dialogo e la cosa è degna di nota.
La storia apparve già nell'ottobre del 1925 in volume nella raccolta In Our Time per l'Editore di New York Boni & Liveright, dove fu l'ultimo racconto presentato. Nell'ottobre 1938, fu incluso nella raccolta The Fifth Column and the First Forty-nine Stories. Dopo la morte di Hemingway, il racconto inserito nelle raccolte The Nick Adams Stories (1972) e The Complete Short Stories of Ernest Hemingway: The Finca Vigía Edition (1987).
Un frammento della storia, cassato da Hemingway su consiglio di Gertrude Stein, fu pubblicato postumo come racconto separato col titolo "On Writing" nel 1972 in The Nick Adams Stories.

## Trama e interpretazione
Una calda mattina assolata in una landa selvaggia del Michigan nei pressi della città di Seney completamente carbonizzata, seduto su un grosso fagotto che contiene tenda e coperte, Nick Adams osserva scomparire dietro la collina il treno da cui è appena saltato giù.
Nick Adams, protagonista e alter ego di molti racconti dello scrittore statunitense, non ritrova nulla di quello che ricordava della città, ma il fiume c'è ancora. Nick prosegue lungo i binari fino ad un ponticello dal quale può guardare sotto, nell'acqua. Sotto il ponte c'è un gorgo e dentro il gorgo delle trote ferme con il muso contro la corrente, una salta fuori dall'acqua per poi riscendere in fondo alla buca per riposare di nuovo. A tale vista Nick sente un colpo al cuore; si rende conto di provare sentimenti che non provava da molto tempo, qualcosa che aveva provato solo tanti anni prima. Il silenzio del suo osservare la città bruciata, del suo camminare sulle traversine fino al ponte e il silenzio di tutti i suoi gesti vengono interrotti come di soprassalto da una emozione, da una sensazione già conosciuta ma dimenticata, lontana ma ora rinnovata. È il baluginare di una sensazione di gioia dentro alla disperazione e dentro all'angoscia di Nick rappresentate dalla sua mente muta, priva di pensieri.
Che cosa è successo a Nick? Qual è il suo dolore e da cosa è stato causato? Difficile dirlo in assoluto, nel racconto ci sono davvero poche tracce. Il forte tratto autobiografico dell'opera di Hemnigway può lasciar pensare alla guerra, alla 1ª Guerra mondiale vissuta dallo scrittore in Europa come giornalista e durante la quale è rimasto gravemente ferito. Ma la causa dell'angoscia di Nick non è fondamentale. Una cosa è certa ed è sufficiente a dare tutto lo spessore al personaggio e alla storia: Nick soffre, la sua anima è completamente occupata da un dolore grande e potente.
Mano a mano che Nick si addentra lungamente e faticosamente nella foresta alla ricerca di un posto dove poter pescare e campeggiare si alternano gesti ed osservazioni che spesso portano di nuovo a galla il suo dolore profondo mentre altre volte uno scorcio del paesaggio, i riflessi del fiume in lontananza, il cielo tra i rami della foresta sembrano ridare slancio a quella che ben presto appare come una sete di riposo, di bellezza e di serenità.
Finalmente Nick trova una radura vicino al fiume dove decide di piantare la tenda. È quasi sera, ha camminato tutto il giorno, è stanco e affamato ma nei gesti della preparazione del bivacco, nei gesti del cucinare, nel mangiare, nel gioioso presagio della pesca del giorno dopo sembra finalmente trovare pace. Fino a quando, dopo aver cenato Nick prepara il caffè e la sua mente si riaccende e il pensiero corre ad un ricordo, forse un amico, una persona che ha conosciuto. Ma Nick sembra come rendersi conto di avere ricominciato a pensare sapendo allo stesso tempo che pensare non gli fa bene. Fortunatamente, Nick ne è consapevole, la stanchezza lo aiuterà ad imbavagliare i pensieri e il dolore che portano con loro.
Il silenzio della notte, i riflessi del bivacco e del fuoco morente, una zanzara e la brezza dentro la foresta.
Nick si addormenta.
Al risveglio (Parte seconda del racconto) il sole è già alto e Nick inizia la sua giornata preparando un'abbondante colazione. Poi cattura delle cavallette da usare come esche, prepara le canne e tutto l'armamentario, e anche del cibo da portare con sé per la giornata. Poi, una volta pronto, entra in acqua ed inizia a pescare. Il primo risultato è una trota piccola, che con attenzione e rispetto libera di nuovo sul fiume.
La giornata e la sua esplorazione del fiume proseguono con la cattura di una grossa trota e di alcune trote di medie dimensioni. Hemingway racconta con la sua miglior prosa e con un ritmo irresistibile e di grande realismo l'azione di pesca di Nick che discende il corso del fiume, racconta la sua gioia violenta nel momento della cattura della trota grande, fa trasparire la beatitudine del protagonista mentre si riposa fumando una sigaretta appoggiato ad un tronco, la bellezza dell'acqua gelida sulle gambe di Nick e del sole forte sulla testa. Nick è felice mentre pesca e contempla soddisfatto il bottino della giornata.
Ancora, a valle, il fiume prosegue in una palude. Nick guarda la palude e considera concretamente le difficoltà che comporterebbe continuare a pescare laggiù. La palude sembra per un attimo rievocare le tenebre, l'angoscia della sua anima. Decide che non ha voglia di addentrarsi nella palude, che avrebbe voglia di leggere un libro ma non lo ha portato con sé. Decide che tornerà al bivacco.

## Il fiume Two-Hearted nella realtà
Il fiume Two-Hearted si trova nella penisola superiore del Michigan e sfocia nel Lago Superiore. Tra i visitatori e i frequentatori di questa area isolata e selvaggia vi sono i fan dello scrittore, pescatori, e amanti del canottaggio. Nel periodo invernale la regione può essere visitata solamente tramite l'utilizzo di moto da neve.

## Edizioni italiane
La prima traduzione italiana di Big Two-Hearted River, di Giuseppe Trevisani, non viene più ristampata. La versione di Vincenzo Mantovani appare tuttora sia per Mondadori - a partire dal 1988 - che per Einaudi.
- I quarantanove racconti, traduzione di Giuseppe Trevisani, Collezione i millenni, Torino, Einaudi, 1947-2007. - Mondadori, 1959-1987.
- I quarantanove racconti. La Quinta Colonna, trad. G. Trevisani, Collana Supercoralli, Torino, Einaudi, 1961-1979.
- I racconti di Nick Adams, traduzione di G. Trevisani, Prefazione di Philip Young, Collana Scrittori italiani e stranieri, Milano, Mondadori, 1973. - Introduzione di V. Mantovani, Collana Oscar, Mondadori, 1976; Collana Letture per la scuola media n.61, Einaudi, 1981.
- I quarantanove racconti, traduzione di Vincenzo Mantovani, Milano, Mondadori, 1988. - Collana Einaudi Tascabili, Einaudi, 1999-2021.
- Tutti i racconti, traduzione di V. Mantovani, Collana I Meridiani, Milano, Mondadori, 1990.
- I racconti di Nick Adams, traduzione di V. Mantovani, Collana Oscar, Milano, Mondadori, 1993-2021.